# Kevin Sullivan (Politiker)

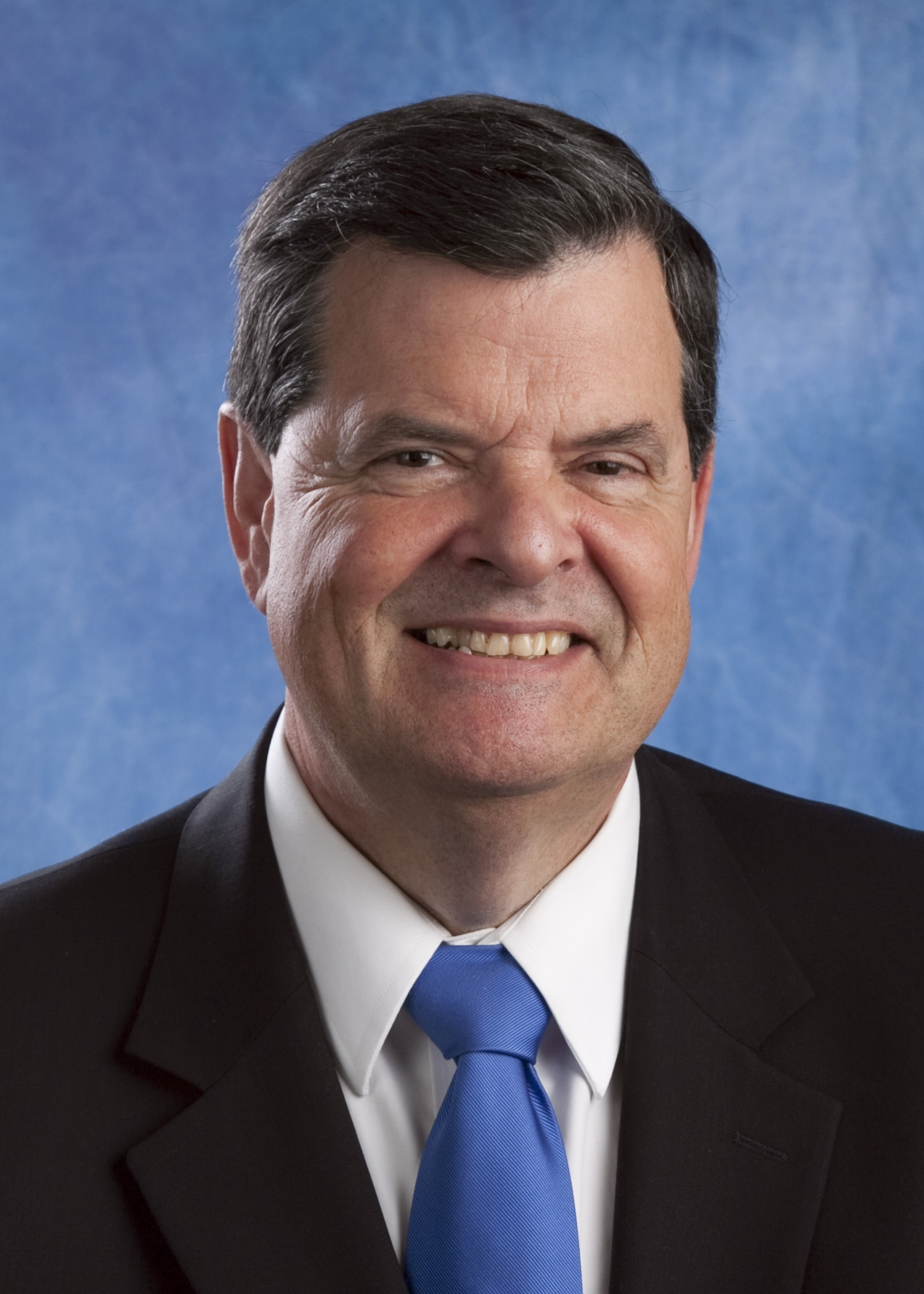
Kevin Sullivan

Kevin B. Sullivan (* 20. August 1949 in West Hartford, Connecticut) ist ein US-amerikanischer Politiker. Zwischen 2004 und 2007 war er Vizegouverneur des Bundesstaates Connecticut.

## Werdegang
Kevin Sullivan besuchte die öffentlichen Schulen seiner Heimat. Im Jahr 1971 absolvierte er das Trinity College in Hartford. Nach einem anschließenden Jurastudium an der University of Connecticut und seiner Zulassung als Rechtsanwalt begann er in diesem Beruf zu arbeiten. Er leitete eine in ganz Connecticut tätige Anwaltsorganisation. Außerdem war er unter anderem als Wahlkampfberater tätig. Politisch schloss er sich der Demokratischen Partei an. Er wurde Mitglied im Gemeinderat und Bürgermeister von West Hartford. Zwischen 1986 und 2004 gehörte er dem Senat von Connecticut an, wo er Vorsitzender des Bildungsausschusses war. Seit 1997 war er als President Pro Tempore amtierender Präsident dieses Gremiums. Der offizielle Präsident war die Vizegouverneurin Jodi Rell.
Nach dem Rücktritt von Gouverneur John G. Rowland wegen einer Korruptionsaffäre wurde Rell entsprechend der Staatsverfassung dessen Nachfolgerin im Amt des Gouverneurs. Die freigewordene Position des Vizegouverneurs fiel ebenfalls verfassungsgemäß an den amtierenden Senatspräsidenten Kevin Sullivan. Dieses Amt bekleidete er zwischen 2004 und 2007. Dabei war er Stellvertreter der Gouverneurin und offizieller Vorsitzender des Staatssenats. Im Jahr 2006 verzichtete er auf eine weitere Kandidatur für dieses Amt.
Nach dem Ende seiner Zeit als Vizegouverneur wurde Sullivan Präsident des Children’s Museum für Connecticut. Seit 2011 ist er für das Finanzministerium seines Staates als Commissioner of the Department of Revenue Services tätig. Dort arbeitet er an einer Verbesserung des Steuerrechts zu Gunsten der Steuerzahler.